# Gammarus caparti
Gammarus caparti is een vlokreeftensoort uit de familie van de Gammaridae. De wetenschappelijke naam van de soort is voor het eerst geldig gepubliceerd in 1981 door Petre-Stroobants.